# Tanystylum calicirostrum
Tanystylum calicirostrum is een zeespin uit de familie Ammotheidae. De soort behoort tot het geslacht Tanystylum. Tanystylum calicirostrum werd in 1890 voor het eerst wetenschappelijk beschreven door Schimkewitsch. 